# Des nouvelles du Nord
Pour plus de détails, voir Fiche technique et Distribution.
Des nouvelles du Nord est un documentaire québécois réalisé par Benoît Pilon en 2007.

## Synopsis
Le documentaire débute alors que les travaux de la Baie James sont terminés depuis longtemps. Mais la ville de Radisson, créée artificiellement au début des années 1970 pour accueillir les travailleurs du chantier, existe toujours. Même que plusieurs de ses résidents, enracinés dans son sol gelé huit mois par année, y ont fondé des familles et soudé une communauté. Le documentariste Benoît Pilon est donc allé à la rencontre de ces gens du nord, afin de sonder les causes de leur amour pour ce coin de pays, qu'ils partagent avec les Cris de la réserve voisine de Chisasibi.

## Fiche technique
- Réalisation et scénario : Benoît Pilon
- Producteur : Jeannine Gagné, Collette Loumède
- Pays :  Canada
- Langue : Français
- Musique originale : Robert Marcel Lepage
- Photographie : Michel La Veaux
- Montage : René Roberge
- Date de sortie :
  -  Canada : 14 décembre 2007